# هارالد مورشر
هارالد مورشر (آلمانی: Harald Morscher؛ زادهٔ ۲۲ ژوئن ۱۹۷۲ ‏(۵۲ سال)) دوچرخه‌سوار اهل اتریش است.